# Lenguas papúes surcentrales
Las lenguas papúes surcentrales o lenguas trans-Fly–Bulaka son una familia lingüística propuesta dentro de las lenguas papúes. Incluyen lenguas habladas en la cuenca occidental del río Fly en el sur de Papúa Nueva Guinea y el sureste de Papúa indonesia, más algunas lenguas del río Bulaka (habladas unos 100 km más al oeste).
La familia fue propuesta originalmente como rama de las lenguas trans-neoguineanas por Stephen Wurm (1975). Wurm pensó que posiblemente muchas de estas lenguas podrían no ser lenguas trans-neoguineanas, sino más bien lenguas fuertemente influidas por las lenguas trans-neoguineanas. Malcolm Ross (2005) reconsideró esta clasificación y reclasificó la mayor parte de lenguas fuera de las lenguas trans-neoguineanas.

## Clasificación
Las tres familias no parecen cercanamente emparentadas, de hecho es difícil demostrar su parentesco. Wurm (1975) postuló que estas lenguas formaban una rama surcentral que incluiría ocho familias probadas:
- Kiwaiano, sobre las márgenes del río Fly y también al este
- Waia, al norte del delta del Fly
- Tirio, sobre el margen occidental del río Fly
- lenguas trans-Fly orientales, al sur del delta del Fly
- Pahoturi, al oeste de las lenguas orientales
- Morehead–Atlo Maro, aguas arriba hasta la frontera con Indonesia
- Moraori, entre el Alto Maro y el río Marind
- Bulaka River, al oeste del río Marind

Ross (2005) aceptó que el tirio, moraori y tentativamente el kiwai podrían ser parte de las lenguas trans-neoguineanas; pero separó estas ramas y propuso tentativamente una familia trans-Fly oriental, como familia independiente. El resto de las ramas identificadas por Wurm fueron consideradas parte de las lenguas papúes surcentrales tentativamente (la similitud de los pronombres es sugerente pero parece difícil probar el parentesco).

|  | Río Bulaka                                        |
|  |                                                   |
|  | \| \| Pahoturi \| \| \| \| \| \| Waia \| \| \| \| |
|  |                                                   |
|  | Morehead–alto Maro                                |
|  |                                                   |
|  | Pahoturi                                          |
|  |                                                   |
|  | Waia                                              |
|  |                                                   |

|  | Pahoturi |
|  |          |
|  | Waia     |
|  |          |

## Descripción lingüística

### Pronombres
Los pronombres que Ross reconstruye para las tres familias, presentan similitudes sugerente, aunque no parece claro si podrían reconstruirse proto-formas comunes:
Proto-Morehead – Alto Maro
| yo/nosotros | *ni |
| tú/vosotros | *bu |
| él/ellos    | *be |
Proto-Pahoturi
| yo | *ŋa-na     | nosotros | ?    |
| tú | *ba or *be | vosotros | *-bi |
| él | *bo        | ellos    | ?    |
Proto-Bulaka
| yo | *ŋöl | nosotros | *ŋag |
| tú | *ob  | vosotros | *el  |
| él | *ib  | ellos    | *im  |

### Comparación léxica

#### Numerales
Los numerales reconstruidos para diferentes ramas papúes surcentrales son:
| GLOSA | PROTO- BULAKA | PROTO- PAHOTURI | Tabo (Waia) | PROTO- MOREHEAD- -ALTO MARO |
| ----- | ------------- | --------------- | ----------- | --------------------------- |
| '1'   |               | *diⁿbi          | kapia       | *'(n-)ampe                  |
| '2'   | *ina-         | *komble(be)     | nete'ewa    | *je-mpo-                    |
| '3'   | *2+1(?)       | *2+1            |             | *je-nampe                   |
| '4'   | *2+2(?)       | *2+2            |             | *æser / *2+2                |
| '5'   |               | <tumu>          |             | *'tampuloi                  |
| '6'   |               | <1 x puʈ͡ʂ>      |             | *tɑ'rɑwɑ / *1 x pus         |
| '7'   |               |                 |             |                             |
| '8'   |               |                 |             |                             |
| '9'   |               |                 |             |                             |
| '10'  |               |                 |             |                             |
Las formas entre paréntesis angulares < > son formas particulares de lenguas del grupo que parecen tener correspondencia con las lenguas del Morehead-Alto Maro.

#### Vocabulario básico
Vocabulario básico (fuentes: Greenhill 2016 y Usher 2020 (Proto-Kiwai)):
| familia          | idioma                 | cabeza                                  | cabello                          | oreja                                 | ojo                                              | nariz         | diente                     | lengua                                | pierna                            | sangre            | hueso                | piel                       | pecho  |
| ---------------- | ---------------------- | --------------------------------------- | -------------------------------- | ------------------------------------- | ------------------------------------------------ | ------------- | -------------------------- | ------------------------------------- | --------------------------------- | ----------------- | -------------------- | -------------------------- | ------ |
| Trans-New Guinea | Proto-Trans-New Guinea | *kobutu; *kV(mb,p)utu; *mUtUna; *mVtVna | *iti; *(nd,s)umu(n,t)[V]; *zumun | *ka(nd,t)(i,e)C; *kat(i,e)C; *tVmV(d) | *g(a,u)mu; *ŋg(a,u)mu; *(ŋg,k)iti [maŋgV]; *nVpV | *mundu; *mutu | *magata; *maŋgat[a]; *titi | *balaŋ; *mbilaŋ; *me(l,n)e; *me(n,l)e | *kani(n); *k(a,o)ond(a,o)C; *kitu | *ke(ñj,s)a; *kesa | *kondaC; *kwata(l,n) | *gatapu; *(ŋg,k)a(nd,t)apu | *amu   |
| Komolom          | Koneraw                | wonderam                                | cin                              |                                       | dyan                                             |               | cire                       |                                       | kan                               | iri               | iŋar                 | par                        |        |
| Komolom          | Mombum                 | wondrum                                 | xu-sin                           |                                       | musax-nam                                        |               | zix                        |                                       | kaŋk                              | iri               | itöx                 | par                        |        |
| Yelmek-Maklew    | Maklew                 | ala                                     | aweni                            |                                       | opo                                              |               | köl                        |                                       | wodo                              | ehlel             | pu                   | ase                        |        |
| Yelmek-Maklew    | Yelmek                 | bemo                                    | yeyu                             |                                       | opo                                              |               | köl                        |                                       | wodo                              | elweke            | pu                   | ge                         | momo   |
| Yam              | Kanum                  | mel                                     | mel-kata                         |                                       | si                                               |               | tor                        |                                       | tegu                              | mbel              | mba:r                | keikei                     |        |
| Yam              | Yei                    | kilpel                                  | peab                             |                                       | cur                                              |               | ter                        |                                       | cere                              | gul               | gor                  | pa:r                       |        |
| Karami           | Karami                 |                                         | epurupa                          | kuse                                  | epegu                                            | wodi          | saku                       | muta                                  | auni                              | toki              | goni                 | kebora                     | bodoro |
| Gogodala-Suki    | Gogodala               | ganabi                                  | tita                             | igibi                                 | tao                                              | mina          | poso                       | mɛlɛpila                              |                                   |                   | gosa                 | kaka                       | omo    |
| Kiwaian          | Proto-Kiwai            | *kepuɾu                                 | *mus[ua]                         | *gaɾe                                 | *idomaɾi                                         | *wodi         | *ibo(-nVɾV)                | *uototoɾo[p/b]e                       | *sakiɾo                           | *kaɾima; *sa[w]i  | *soɾo                | *tama                      | *amo   |

| familia          | idioma                 | piojo   | perro   | puerco  | ave                                             | huevo                        | árbol               | sol                       | luna                                   | agua                         | fuego                                                      | piedra                             | camino |
| ---------------- | ---------------------- | ------- | ------- | ------- | ----------------------------------------------- | ---------------------------- | ------------------- | ------------------------- | -------------------------------------- | ---------------------------- | ---------------------------------------------------------- | ---------------------------------- | ------ |
| Trans-New Guinea | Proto-Trans-New Guinea | *niman  |         |         | *n(e,i); *n(e)i; *n[e]i; *yak; *yaka[i]; *yanem | *maŋgV; *munaka; *mun(a,u)ka | *ida; *inda ~ *iñja | *kamali; *kamuli; *ketana | *kal(a,i)m; *kamali; *takVn; *takVn[V] | *nok; *(n)ok; *ok(u); *ok[V] | *inda; *k(a,e)dap; *k(a,e)(n,d)ap; *kambu; *k(a,o)nd(a,u)p | *kamb(a,u)na; *(na)muna; *[na]muna |        |
| Komolom          | Koneraw                | am      | ubui    | u       | baŋa                                            |                              | to                  | dzuwo                     |                                        | mui                          | war                                                        | mate                               |        |
| Komolom          | Mombum                 | am      | ipwi    | u       | konji                                           | yausil                       | tu                  | zawa                      |                                        | mwe                          | wad                                                        | mete                               |        |
| Yelmek-Maklew    | Maklew                 | dobuna  | ŋgat    | milom   | aebola                                          | aloŋ                         | doyo                | olimu                     |                                        | jü                           | ake                                                        | mate                               |        |
| Yelmek-Maklew    | Yelmek                 | dobna   | num     | milom   | tötöli                                          | alo                          | doyo                | alemu                     |                                        | ju                           | ete                                                        | mata                               |        |
| Yam              | Kanum                  | ne:mpin | krar    | kwer    | sento                                           | bel                          | per                 | koŋko                     |                                        | ataka                        | mens                                                       | melle                              |        |
| Yam              | Yei                    | nim     | jeu     | becek   | yarmaker                                        | mekur                        | per                 | mir                       |                                        | kao                          | benj                                                       | mejer                              |        |
| Karami           | Karami                 | sugani  | kso     | giromoi | kaimo                                           |                              | sumari              | aimea                     | kuwiri                                 | auwo                         | mavio                                                      | agabu                              | ige    |
| Gogodala-Suki    | Gogodala               | ami     | soke    | uai     |                                                 |                              |                     | kadɛpa                    |                                        | wi                           | ila                                                        |                                    | nabidi |
| Kiwaian          | Proto-Kiwai            | *nimo   | *[k]umu |         | *wowogo                                         | *kikopu                      | *nuk₂a; *kota       | *saɾik₂i; *si[w]io        | *sagomi; *owe                          | *kobo                        | *keɾa                                                      | *(nok₂oɾa-)kopi                    | *gabo  |

| familia          | idioma                 | hombre       | mujer          | nombre             | comer                      | uno        | dos           |
| ---------------- | ---------------------- | ------------ | -------------- | ------------------ | -------------------------- | ---------- | ------------- |
| Trans-New Guinea | Proto-Trans-New Guinea | *abV; *ambi  | *panV; *pan(V) | *ibi; *imbi; *wani | *na; *na-                  |            | *ta(l,t)(a,e) |
| Komolom          | Koneraw                | nam          |                | ur                 | gim-nugu                   | tenamotere | kuinam        |
| Komolom          | Mombum                 | nam          |                | ur                 | nuku-                      | te         | kumb          |
| Yelmek-Maklew    | Maklew                 | modin        |                | ŋeŋele             | oŋa -eio-                  | mepola     | inage         |
| Yelmek-Maklew    | Yelmek                 | gomnek       |                | ŋadöl              | ŋa-                        | ŋklala     | ina           |
| Yam              | Kanum                  | ire          |                | iu                 | anaŋ                       | namper     | yempoka       |
| Yam              | Yei                    | el-lu        |                | ore                | cenye                      | nampei     | yetapae       |
| Karami           | Karami                 | sor          | kipa           |                    |                            | botie      | kipainoe      |
| Gogodala-Suki    | Gogodala               | dala; dalagi | ato; susɛgi    | gagi               | na                         |            |               |
| Kiwaian          | Proto-Kiwai            | *dubu        | *oɾobo; *upi   | *paini, *paina     | *oɾuso (sg.), *iɾiso (pl.) | *nak[o/u]  | *netoa        |